# Sydlig trebandad bälta
Sydlig trebandad bälta (Tolypeutes matacus) är den ena av två arter av trebandade bältor som ingår i familjen Dasypodidae. IUCN kategoriserar arten globalt som nära hotad. Inga underarter finns listade.

## Utbredning och habitat
Den lever i delar av norra Argentina, sydvästra Brasilien, Paraguay och Bolivia. Arten vistas där i områden med torr växtlighet. Honor föder en eller två ungar per år.

## Utseende
Individerna når en kroppslängd (huvud och bål) av 21 till 27 cm, en svanslängd av 6 till 8 cm och en vikt av cirka 1,1 kg. Pansaren på kroppens ovansida är robustare än hos andra bältor. I mitten av bålen förekommer tre rörliga band. Tolypeutes matacus och den andra arten i släktet trebandade bältor är de enda bältdjuren som helt kan rulla ihop sig till ett klot. De tre mellersta tårna av bakfoten är sammanvuxna. Alla tår är utrustade med klor som vid bakfötterna liknar hovar.

## Ekologi
Den trebandade bältan äter oftast myror, termiter och larver av skalbaggar som den fångar med sin långa tunga men i fångenskap äter den frukt och grönsaker.
Arten kan vara aktiva på dagen och på natten. Den övertar underjordiska bon som skapades av andra djur och ändrar de efter behov. Dräktigheten varar cirka 120 dagar och sedan föds vanligen en enda unge. Den är blind i början och öppnar ögonen efter ungefär 21 dagar. Ungen diar sin mor cirka tio veckor. Den blir könsmogen efter 9 till 12 månader.
Utanför parningstiden lever individerna vanligen ensam men ibland hittas upp till 12 exemplar i samma bo. Arten går på bakbenens sulor och på framfötternas fingerspetsar. När bältan blir hotad springer den iväg eller den rullar ihop sig. Med människans vår kan arten leva 17 år.